# Língua oriá
O oriá (em oriá: ଓଡ଼ିଆ; romaniz.: oṛiā [ˈoːɽiaː] ou [oːɖiaː]; em inglês: odia ou oriya) é uma língua falada principalmente no estado indiano de Orissa, embora haja populações de falam oriá em outras regiões linguísticas,[carece de fontes?] como no distrito de Mendipur, em Bengala Ocidental e no distrito de Saraikela Kharsawan, em Jharkhand. Devido a migrações, o estado de Guzerate também abriga um contingente de falantes deste idioma, que é a língua oficial do estado de Orissa e uma das línguas oficialmente reconhecidas da Índia.

## Origens e relações
O oriá é uma língua indo-europeia que aparentemente descende do prácrito conhecido como Purva Magadhi, que era falado na Índia há 1 500 anos. Apresenta uma grande semelhança com as línguas bengali, maithili e assamesa. Dos idiomas falados no norte da Índia, o oriá é o menos influenciado pelo persa ou pelo árabe.

## Características

### Alfabeto e sons
A língua Oriá emprega a escrita oriá, apresentando 6 vogais e 28 consoantes, havendo vários sons aspirados e nasais. A sílaba tônica nas palavras é geralmente a penúltima.

### Gramática

#### Casos
É uma língua aglutinativa com sufixos marcando os sete casos gramaticais:
- nominativo
- genitivo
- acusativo-dativo
- instrumental
- ablativo
- locativo
- vocativo

#### Verbos
Os verbos variam conforme as pessoas (primeira, segunda, segunda honorífica, terceira) e número (singular, plural) e apresentam:
- Tempos : presente, passado, futuro
- Modos : indicativo, subjuntivo, imperativo, condicional;
- Aspectos : perfeito, imperfeito
- Vozes : ativa, passiva

### Outras características
As sentenças apresentam a ordem Sujeito-Objeto-Verbo (S-O-V).
Não há artigos.
Os adjetivos antecedem os substantivos e concordam em gênero (masculino, feminino), número (singular, plural) e caso.